# Paul Pourteyron
Pour les articles homonymes, voir Pourteyron.
Paul Pourteyron, né le 30 mars 1846 à Saint-Vincent-de-Connezac (Dordogne) et décédé le 4 octobre 1936 au Pizou (Dordogne), est un homme politique français.

## Biographie
Médecin, il est maire de Saint-Vincent-de-Connezac en 1878, conseiller général du canton de Neuvic en 1883 et député de la Dordogne de 1893 à 1910, siégeant au groupe de l'Union démocratique.

## Sources
- « Paul Pourteyron », dans le Dictionnaire des parlementaires français (1889-1940), sous la direction de Jean Jolly, PUF, 1960 [détail de l’édition]